# Summerhayes Inlet
Das Summerhayes Inlet ist eine durch das Larsen-Schelfeis vereiste und 10 km breite Bucht an der Oskar-II.-Küste des Grahamlands auf der Antarktischen Halbinsel. Sie liegt südwestlich des Chapman Point und westlich des Standring Inlet auf der Nordseite der Jason-Halbinsel. 
Der UK Antarctic Place-Names Committee benannt die Bucht 2012 nach dem Meeresbiologen und Ozeanographen Colin Summerhayes, erster Leiter des Scientific Committee on Antarctic Research (SCAR).